# Nogometni klub Lučko 2011-2012

## Rosa 2011-2012
| N. |                    | Ruolo | Calciatore         |
| -- | ------------------ | ----- | ------------------ |
| 1  | Croazia (bandiera) | P     | Kristijan Dumenčić |
| 12 | Croazia (bandiera) | P     | Željko Kovačić     |
|    | Croazia (bandiera) | P     | Nikola Jurin       |
|    | Croazia (bandiera) | P     | Matija Kobetić     |
| 4  | Brasile (bandiera) | D     | André Silva        |
| 5  | Croazia (bandiera) | D     | Vinko Buden        |
| 6  | Croazia (bandiera) | D     | Mario Burić        |
| 15 | Croazia (bandiera) | D     | Nikola Žižić       |
| 19 | Croazia (bandiera) | D     | Krunoslav Rendulić |
| 22 | Croazia (bandiera) | C     | Zlatko Palčić      |
| 24 | Croazia (bandiera) | C     | Davor Rogač        |
|    | Croazia (bandiera) | C     | Joško Hovorka      |
| 8  | Croazia (bandiera) | C     | Slavko Blagojević  |
| 13 | Croazia (bandiera) | C     | Oliver Petrak      |
| 14 | Croazia (bandiera) | C     | Elvis Sarić        |

| N. |                    | Ruolo | Calciatore         |
| -- | ------------------ | ----- | ------------------ |
| 17 | Croazia (bandiera) | C     | Miroslav Šarić     |
| 20 | Croazia (bandiera) | C     | Hrvoje Kovačević   |
| 21 | Croazia (bandiera) | C     | Haris Mehmedagić   |
| 27 | Croazia (bandiera) | C     | Matej Jelić        |
|    | Croazia (bandiera) | C     | Zvonimir Ivanković |
|    | Croazia (bandiera) | C     | Miroslav Pejić     |
| 17 | Croazia (bandiera) | C     | Saša Hojski        |
| 7  | Croazia (bandiera) | A     | Nikola Rak         |
| 9  | Croazia (bandiera) | A     | Leopold Novak      |
| 10 | Croazia (bandiera) | A     | Marko Lončar       |
| 11 | Croazia (bandiera) | A     | Josip Fuček        |
| 16 | Croazia (bandiera) | A     | Marin Zulim        |
| 17 | Croazia (bandiera) | A     | Matija Poredski    |
| 25 | Croazia (bandiera) | A     | Franko Barišić     |
|    | Croazia (bandiera) | A     | Vilim Posinković   |